# Johanna Booyson
Johanna Booyson (África do Sul, 17 de Janeiro de 1857 — África do Sul, 16 de Junho de 1968) foi uma supercentenária sul-africana, Decana da Humanidade de 21 de Março de 1968 até a data de seu falecimento, aos 111 anos e 150 dias. Sucedeu-lhe no título Marie Bernatkova, de 111 anos de idade.